# 몬스터 헌터 (영화)
《몬스터 헌터》(영어: Monster Hunter)는 2020년 공개된 미국, 독일, 일본, 중국의 합작 판타지 액션 영화이다. 폴 W. S. 앤더슨이 감독과 각본을 맡고 있으며, 캡콤의 동명 비디오 게임을 원작으로 한다.
2020년 12월 18일 미국에서 공개되었다. 대한민국에서는 2021년 2월 10일에 개봉되었다.

## 출연진
- 밀라 요보비치 - 나탈리 아르테미스 역
- 토니 자 - 헌터 역
- 팁 "T. I." 해리스 - 링컨 역
- 메건 굿 - 대시 역
- 디에고 보네타 - 마셜 역
- 조시 헬먼 - 스틸러 역
- 어우양징 - 액스 역
- 론 펄먼 - 대단장 역
- 야마자키 히로나 - 접수원 역
- 닉 라센티 - 로아크 병장 역
- 난다 코스타 - 선발단원 역

## 같이 보기
- 비디오 게임을 원작으로 한 영화 목록